# Oxudercinae
Oxudercinae ("peces del fango") es una subfamilia de peces anfibios de la familia Oxudercidae, a los que también se les refiere con los nombres de pez soplón, salamandra del barro o peces del fango. Hay 32 especies vivas de peces del fango. Son conocidos por su apariencia inusual y su capacidad para sobrevivir tanto dentro como fuera del agua. Pueden crecer hasta 30 centímetros (12 pulgadas) de largo y la mayoría son de un color verde pardusco que varía de oscuro a claro. Durante la temporada de apareamiento, los machos también desarrollan manchas de colores brillantes para atraer a las hembras. Las manchas pueden ser rojas, verdes e incluso azules. Los ojos sobresalen de la parte superior de su cabeza plana. Sin embargo, su característica más notable son sus aletas pectorales laterales que se encuentran más adelante y debajo de su cuerpo alargado. Estas aletas funcionan de manera similar a las patas, ya que permiten que el pez se mueva de un lugar a otro. Aunque tiene la apariencia típica de cualquier otro pez, estas aletas delanteras permiten que “salte” a través de superficies embarradas e incluso le dan la capacidad de trepar árboles y ramas bajas. Debido a estas aletas, también se ha descubierto que los saltadores de barro pueden saltar distancias de hasta sesenta centímetros (dos pies).

## Taxonomía
Oxudercinae a veces se clasifica dentro de la familia Gobiidae (gobios). Estudios moleculares recientes no apoyan esta clasificación, ya que los gobios de oxudercina parecen ser parafiléticos en relación con los gobios de ambliopina (Gobiidae: Amblyopinae), por lo que se incluyen en un "linaje Periophthalmus" distinto , junto con las ambliopinas. Los cazadores del fango se pueden definir como gobios oxudercina que son "completamente terrestres durante una parte del ciclo diario" (personaje 24 en Murdy, 1989). Esto definiría las especies de los géneros Boleophthalmus , Periophthalmodon , Periophthalmus., y Scartelaos como "mudskippers". Sin embargo, las observaciones de campo de Zappa confluentus sugieren que este género monotípico debería incluirse en la definición.

## Comportamiento
Los cazadores del fango suelen vivir en madrigueras en hábitats intermareales y exhiben adaptaciones únicas a este entorno que no se encuentran en la mayoría de los peces intermareales, que generalmente sobreviven al retroceso de la marea escondiéndose debajo de algas húmedas o en charcos de marea. Estas madrigueras se caracterizan con mayor frecuencia por sus techos lisos y abovedados. Se ha descubierto que la forma en que los machos cavan estas madrigueras está directamente relacionada con su capacidad para sobrevivir sumergidos en agua casi anóxica. También se ha descubierto que juega un papel crucial en el desarrollo de los huevos dentro de la madriguera. Los peces de fango son bastante activos cuando están fuera del agua, se alimentan e interactúan entre sí, por ejemplo, para defender sus territorios y corte a socios potenciales. Una vez que el macho haya terminado de cavar su madriguera, saldrá a la superficie y comenzará a intentar atraer a una hembra a través de exhibiciones variadas pero típicas. Estas exhibiciones consisten en ondulaciones corporales, diferentes posturas y movimientos enérgicos. Una vez que la hembra ha hecho su elección, procederá a seguir al macho a la madriguera donde pondrá cientos de huevos y permitirá que sean fertilizados. Después de que ocurre la fertilización, el período de convivencia entre el macho y la hembra es bastante corto. Eventualmente, la hembra se irá y es el macho el que termina protegiendo la madriguera llena de huevos de los depredadores hambrientos.
Quizás el rasgo más interesante del mudskipper es su capacidad para sobrevivir y prosperar dentro y fuera del agua. Cuando salen del agua y se trasladan a un ambiente más seco en la tierra, todavía pueden respirar usando el agua que está atrapada dentro de sus cámaras branquiales bastante grandes. También pueden absorber oxígeno del revestimiento de la boca y la garganta, lo que les permite permanecer fuera del agua durante largos períodos de tiempo. De hecho, se ha descubierto que pasan hasta las tres cuartas partes de su vida en tierra. Se encuentran en regiones tropicales, subtropicales y templadas, incluyendo el océano Indo-Pacífico y la costa atlántica de África.

## Adaptaciones

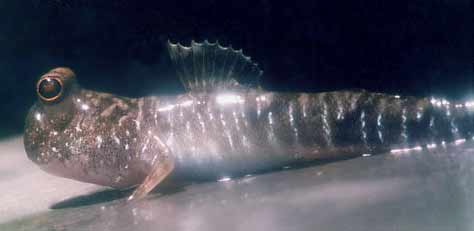
Periophthalmus gracilis (desde Malasia hasta el norte de Australia)

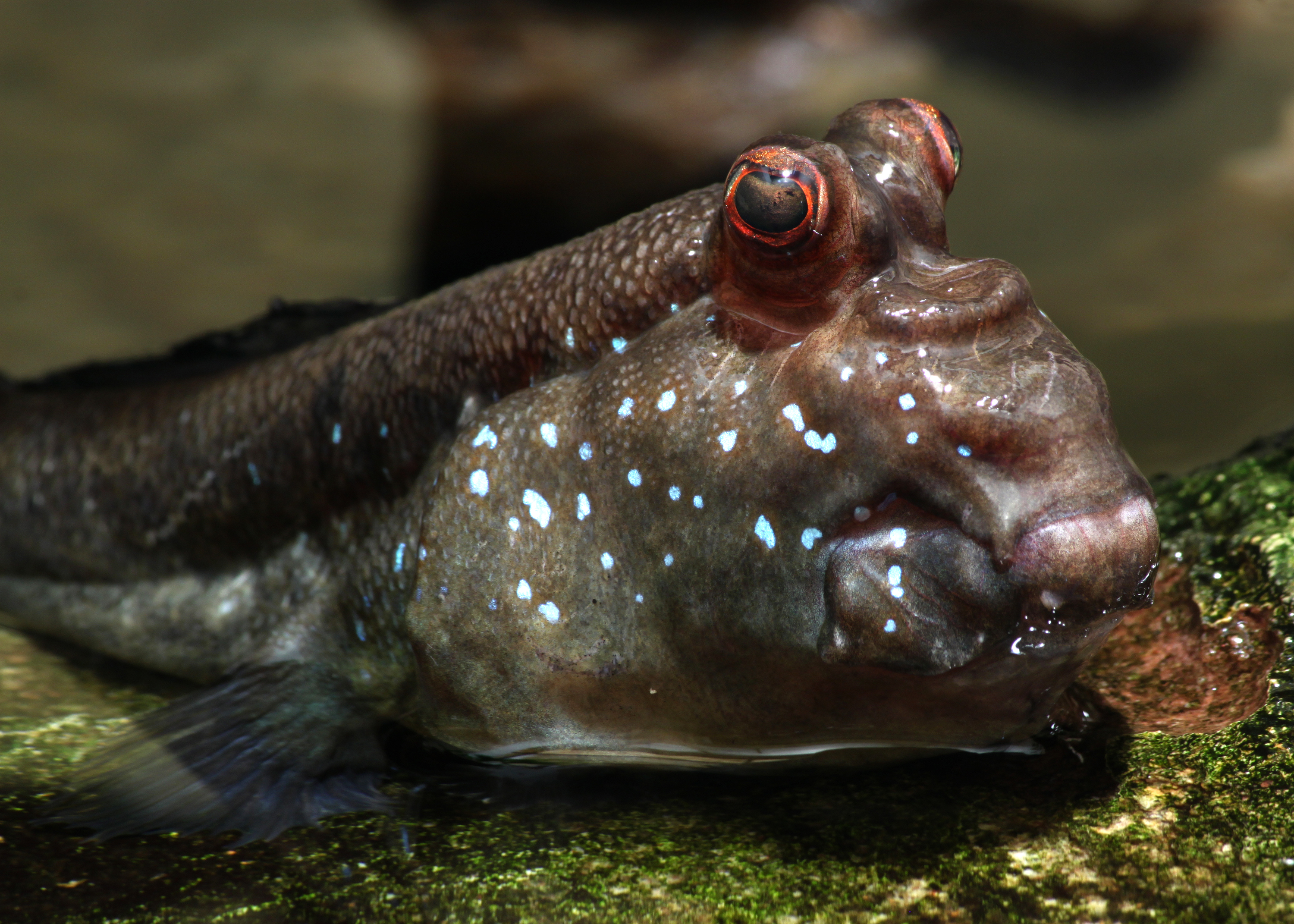
Periophthalmus barbarus (de África Occidental)

En comparación con los gobios totalmente acuáticos, estos peces especializados presentan una gama de adaptaciones anatómicas y etológicas peculiares que les permiten moverse con eficacia tanto en tierra como en el agua. Como su nombre lo indica, estos peces usan sus aletas para moverse en una serie de saltos.

Aunque las aletas de los peces del fango no tienen una articulación homóloga al codo, la articulación entre los radiales y los rayos de la aleta cumple un papel funcionalmente análogo.
Integrative and Comparative Biology

La aleta pectoral del saltador del barro se diferencia de la mayoría de los peces actinopterigios en que los radiales de la aleta pectoral del saltador del barro son alargados y sobresalen de la pared del cuerpo. Esta morfología inusual crea una aleta pectoral con dos segmentos de aleta (los radiales y los rayos) y dos articulaciones de bisagra móviles: una articulación de 'hombro' donde el cleithrum se encuentra con los radiales y una articulación 'intra-aleta' donde los radiales se encuentran con los rayos. Además, el músculo abductor superficialis de la aleta pectoral se divide en dos secciones (en lugar de ser un solo músculo, como es común con el resto de los gobios Oxudercinae) con una sección que se inserta en los radios dorsales y la otra sección insertando en los radios ventrales.
The Journal of Experimental Biology

Los peces del fango tienen la capacidad de respirar a través de la piel y el revestimiento de la boca (la mucosa) y la garganta (la faringe); esto solo es posible cuando los saltafangos están mojados, limitándolos a hábitats húmedos y requiriendo que se mantengan húmedos. Este modo de respiración, similar al empleado por los anfibios, se conoce como respiración cutánea. Otra adaptación importante que ayuda a respirar mientras están fuera del agua son sus cámaras branquiales agrandadas, donde retienen una burbuja de aire. Estas cámaras se cierran herméticamente cuando el pez está por encima del agua, debido a una válvula ventromedial de la hendidura branquial, que mantiene las branquias húmedas y les permite funcionar mientras están expuestas al aire. Los filamentos branquiales son rígidos y no se fusionan cuando están fuera del agua.
Las diferentes especies se han adaptado a diversas dietas en las marismas. Boleophthalmus boddarti es detritívoro, mientras que otros comen pequeños cangrejos, insectos, caracoles e incluso otros saltadores del fango.
Cavar madrigueras profundas en sedimentos blandos permite a los peces termorregularse, evitar a los depredadores marinos durante la marea alta cuando los peces y la madriguera están sumergidos, y ponen sus huevos. [15] Cuando la madriguera está sumergida, varias especies de cazadores de barro mantienen una bolsa de aire en su interior, lo que les permite respirar en condiciones de muy baja concentración de oxígeno.
Para reducir la producción de amoníaco tóxico, los peces de fango pueden suprimir la descomposición de los aminoácidos cuando se exponen al aire. Otro método que utilizan implica la descomposición parcial de los aminoácidos que conducen a la producción de alanina, que también reduce la producción de amoníaco.
Los saltafangos pueden reducir la permeabilidad de la membrana de su piel y acidificar el agua en sus madrigueras para reducir los niveles de amoníaco del medio ambiente.

## Especies

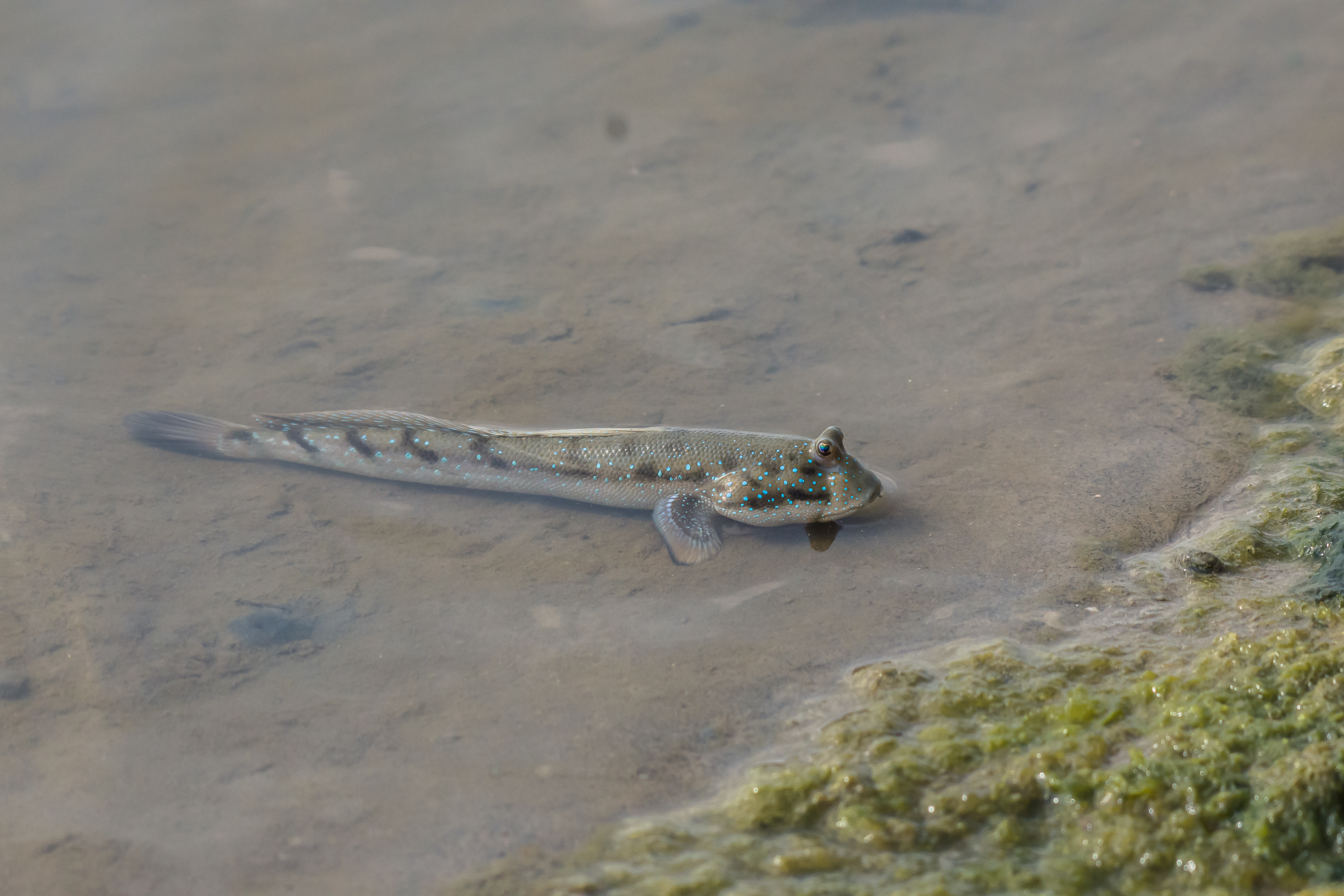
Oxudercinae en el Santuario de Cabo Calimere, Tamil Nadu, India

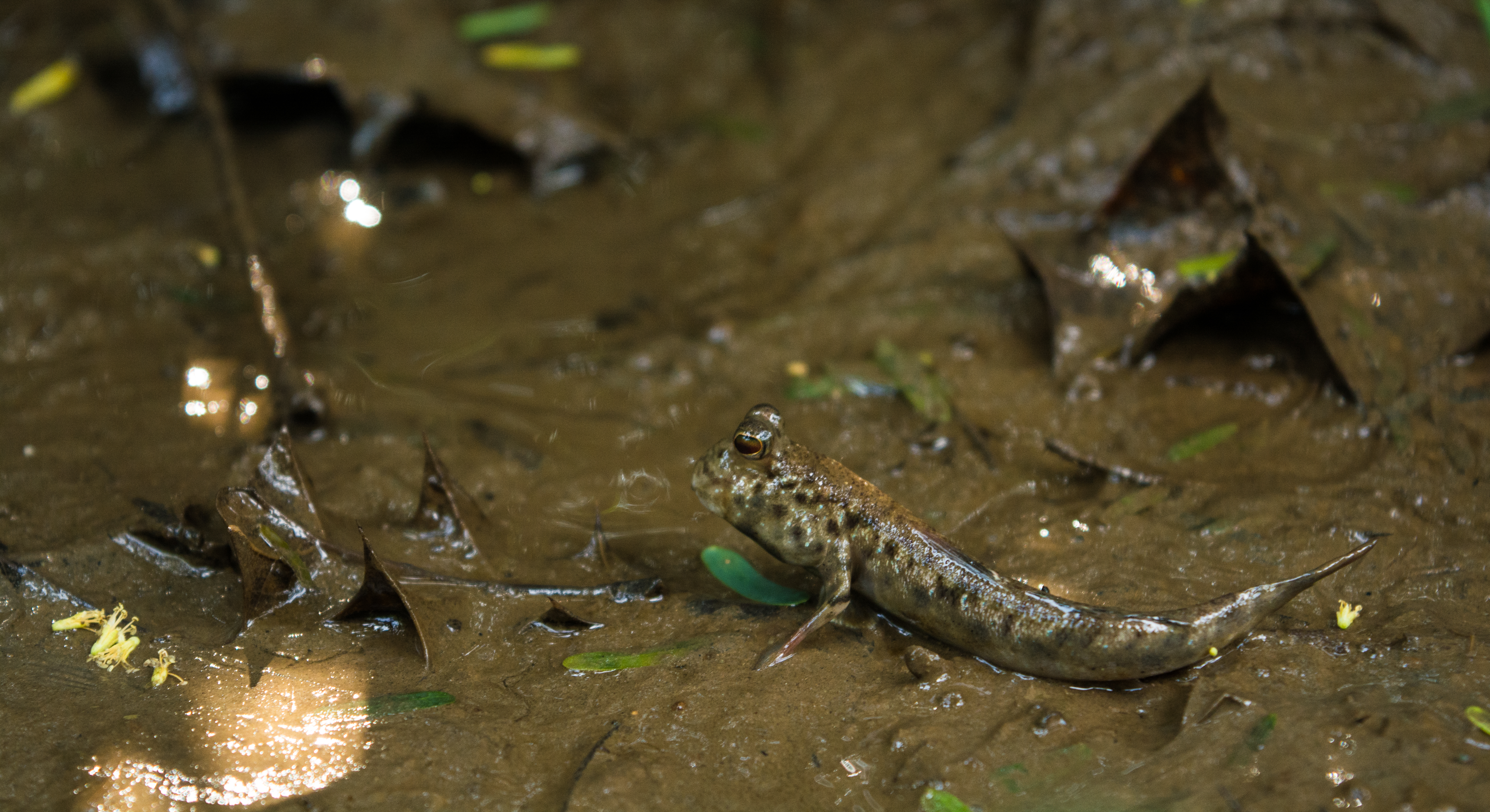
Oxudercinae en el Santuario de vida silvestre de Coringa, Andhra Pradesh, India

El género Periophthalmus es, con mucho, el género más diverso y extendido de peces de fango. Se han descrito dieciocho especies. Periophthalmus argentilineatus es una de las especies más extendidas y conocidas. Se puede encontrar en ecosistemas de manglares y marismas de África Oriental y el este de Madagascar a través de los Sundarbans de Bengala, el sudeste de Asia hasta el norte de Australia, el sudeste de China y el sur de Japón, hasta Samoa e Islas Tonga. Crece hasta una longitud de aproximadamente 9,5 cm y es un carnívoro oportunista que se alimenta. Se alimenta de pequeñas presas como cangrejos pequeños y otros artrópodos. Sin embargo, un estudio molecular reciente sugiere que P. argentilineatus es de hecho un complejo de especies, con al menos tres linajes separados, uno en África Oriental y dos en la región Indo-Malaya. Otra especie, Periophthalmus barbarus, es el único gobio oxudercino que habita las zonas costeras de África occidental.